# Raie (coiffure)
Pour les articles homonymes, voir Raie (homonymie).

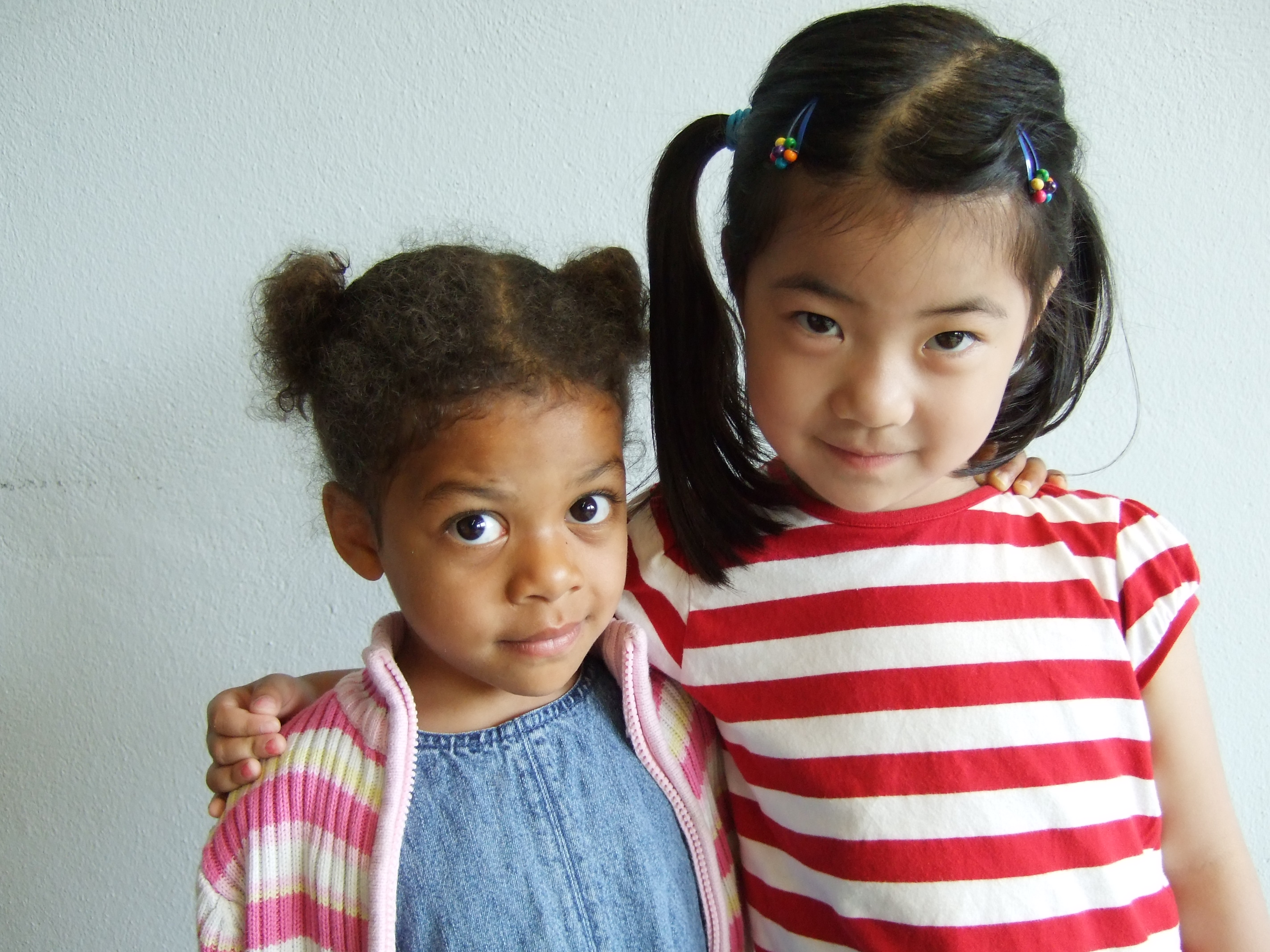
Petites filles présentant chacune une raie.

Une raie est un élément de coiffure formé par l'orientation opposée, naturelle ou artificielle, de cheveux situés de part et d'autre d'une ligne le long de la tête.

## Célébrités portant/ayant porté cette coiffure
- Leonardo DiCaprio, acteur américain, arbore cette coiffure depuis plusieurs années.
- Chris Colfer, écrivain et acteur américain a porté cette coiffure pendant plusieurs années jusqu'à fin 2011.
- Zac Efron, acteur américain, a porté cette coiffure en 2011 notamment aux Golden Globes.

* Darren Criss, chanteur, musicien et acteur américain en 2011 pour son rôle dans Glee a dû non seulement se couper les cheveux mais également se les plaquer sur le côté avec une raie, mais a déclaré détester cette coiffure.[réf. nécessaire]